# Let It Die (singel)
"Let It Die" — czwarty singel amerykańskiego zespołu rockowego Foo Fighters z ich szóstego albumu, Echoes, Silence, Patience & Grace. Został wydany 24 czerwca 2008.

## Lista utworów
1. "Let It Die" – 4:05
2. "Keep the Car Running" (cover Arcade Fire) – 3:25
3. "If Ever" – 4:14
4. "Come Alive" (wersja demo) – 5:30

## Listy przebojów
| Lista przebojów (2008) | Pozycja |
| ---------------------- | ------- |
| Modern Rock Tracks     | 1       |
| Canadian Hot 100       | 58      |